# 카사블랑카여, 다시 한번 (영화)
《카사블랑카여, 다시 한번》(영어: Play It Again, Sam)은 미국에서 제작된 허버트 로스 감독의 1972년 코미디 영화이다. 우디 앨런이 각본을 쓰고 다이앤 키턴 등과 함께 출연하였다. 아서 P. 제이컵스 등이 제작에 참여하였다.

## 출연진
- 우디 앨런
- 다이앤 키턴
- 토니 로버츠
- 제리 레이시
- 수전 안스팍
- 제니퍼 솔트
- 조이 뱅
- 비바

## 기타 제작진
- 협력 제작: 프랭크 캐프라 주니어
- 미술: 에드 윗스타인
- 의상: 애나 힐 존스톤